# Panzerzug Śmiały-szeroki
Der Panzerzug Śmiały-szeroki (deutsch: Kühn-breit oder Mutig-breit) war ein improvisierter polnischer Panzerzug aus der Zeit des Polnisch-Sowjetischen Krieges von 1919.

## Geschichte
Während der Kämpfe in der Region um Vilnius im April 1919, erbeuteten die Einheiten einer Operationsgruppe unter General Edward Rydz-Śmigły zwei improvisierte Panzerzüge der Bolschewiki. Beide Panzerzüge wurden zu einem neuen zusammengestellt. Dieser erhielt nun den neuen Namen Suwalczyk und kurze Zeit später Suwalczyk nr 1. Am 8. Mai übernahm die Besatzung des Panzerzug Śmiały diesen und änderten den Namen in Panzerzug Śmiały-szeroki (szeroki = breit) um, da es sich dabei um einen Breitspurzug handelte. Am 3. August 1919 wurde dieser Name, zusammen mit der Nummer 19, offiziell eingeführt. Damit lief er als Pociąg pancerny 19 „Śmiały-szeroki“ (kurz: P.P., deutsch: Panzerzug 19, „Śmiały-szeroki“).

## Technische Daten

### Lokomotive

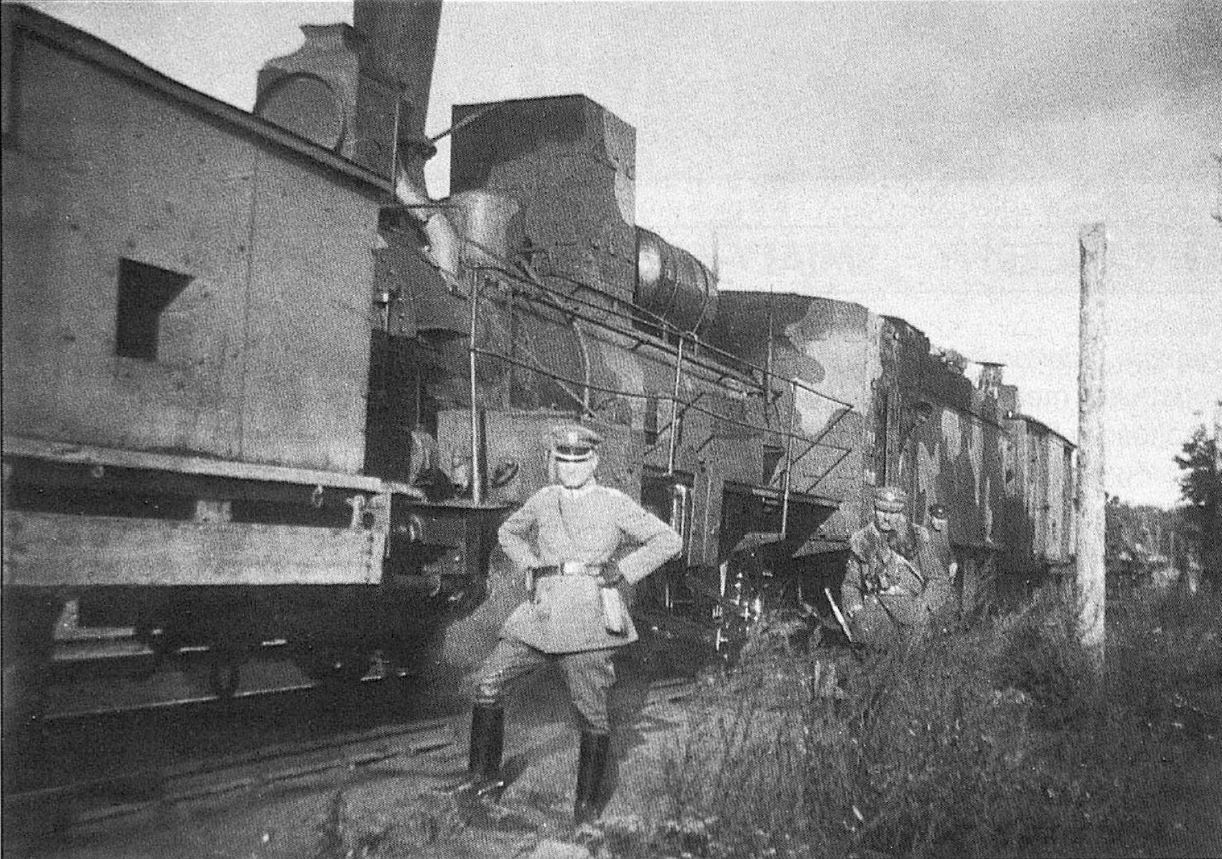
Eine der gepanzerten Dampflokomotiven

Im Panzerzug Śmiały-szeroki wurden zwei teilgepanzerte Dampflokomotiven der russischen Baureihe О genutzt. Die Panzerung der ersten Dampflokomotive umfasste hierbei Eisenplatten um das Führerhaus, den Dampfsammler und den Antrieb der Räder. Nach dem Ausfall der ersten Dampflokomotive wurde diese durch eine zweite ersetzt, welche stärker gepanzert war. Dabei wurde der Kessel mit abgeschrägten Eisenplatten bedeckt. Als der Panzerzug im April 1920 aufgelöst wurde, wurde einer Panzerzuglokomotiven an den, auf Breitspur umgebauten, Panzerzug Poznańczyk übergeben.

### Artilleriewagen
Der Panzerzug Śmiały-szeroki verfügte über einen Artilleriewagen. Dieser war ein ehemaliger Flachwagen, welcher mit einer 7,62-cm-Feldkanone wz. 1902 ausgerüstet wurde. Das Geschütz befand sich in der Mitte des Wagens in einem Geschützturm. Am Ende wurde ein kleiner und überdachter Unterstand für Munition und Personal aufgebaut. Die Panzerung bestand aus verschweißten Metallplatten und Holzverschalungen gegossener Beton.

### Maschinengewehrwagen
Der Panzerzug Śmiały-szeroki verfügte über zwei Maschinengewehrwagen. Die Panzerung bestand aus verschweißten Metallplatten und Holzverschalungen gegossener Beton.

## Einsatz
Die ersten Gefechte des Panzerzuges waren bei Smarhon, Zalesie, Maladsetschna und Stara Wilejka. Gemeinsam mit der Unterstützung von polnischer Infanterie gelang es, die angreifenden Bolschewiken mehrmals zum Rückzug zu zwingen. Anfang September nahm der Panzerzug an der Offensive auf Polazk teil. Er begann die Offensive auf Polazk mit einem Angriff auf die Ortschaft Krivichi und erreichte, den Feind verfolgend, die Station Podswile.
Zum Einsatz kam der Panzerzug Śmiały-szeroki bei der Schlacht um Daugavpils am 27. und 28. September 1919. Dabei wurde er als mobile Artillerie und beschoss feindliche Truppen vor Ort. Wenig später am gleichen Tag, traf der Panzerzug Śmiały-szeroki auf einen feindlichen Panzerzug, welcher mit vier Kanonen ausgerüstet war. Zudem stand der Panzerzug auf einem Gleis, welche quer zum feindlichen Panzerzug verlief und dieser ihm die komplette Seite präsentierte. Trotz der ungünstigen Lage, begann der Panzerzug umgehend mit dem Feuer und überraschte den feindlichen Panzerzug so sehr, dass dieser sich über eine Brücke hinter der Dwina zurückzog. Dort angekommen stoppte dieser und eröffnete seinerseit das Feuer auf den Panzerzug Śmiały-szeroki. Dabei wurde die Dampflokomotive getroffen sowie die Gleise hinter dem Panzerzug. Als weiteres Problem kam hinzu, dass ein Geschoss sich im Lauf der Kanone festklemmte und dieser das Feuer nicht weiter führen konnte. Dennoch gelang es mit letzter Kraft, den Panzerzug zurück zu den eigenen Kräften zu bringen, wo die Dampflokomotive endgültig ausfiel und durch eine neue ersetzt werden musste. Erst polnischer Artillerie gelang es, den feindlichen Panzerzug zum Entgleisen zu bringen.
Nach den schweren Gefechten um Polazk und Daugavpils, war der Panzerzug Śmiały-szeroki der einzige Panzerzug im nördlichen Abschnitt. Um diesen Bereich zu sichern, patrouillierte er auf den Eisenbahnstrecken zwischen Maladsetschna und Minsk, sowie  Maladsetschna und Polazk.
Am 26. November 1919 wurde der Panzerzug bei einem Gefecht schwer beschädigt und musste zur Reparatur in die Eisenbahnwerkstätten von Vilnius. Die Reparaturarbeiten dauerten jedoch länger und nachdem immer mehr Breitstpur-Panzerzüge von der Front abgezogen und ausgemustert wurden, wurde im April 1919 auch der Panzerzug Śmiały-szeroki aufgelöst. Die Besatzung wurde auf andere Panzerzüge aufgeteilt.

## Zugpersonal

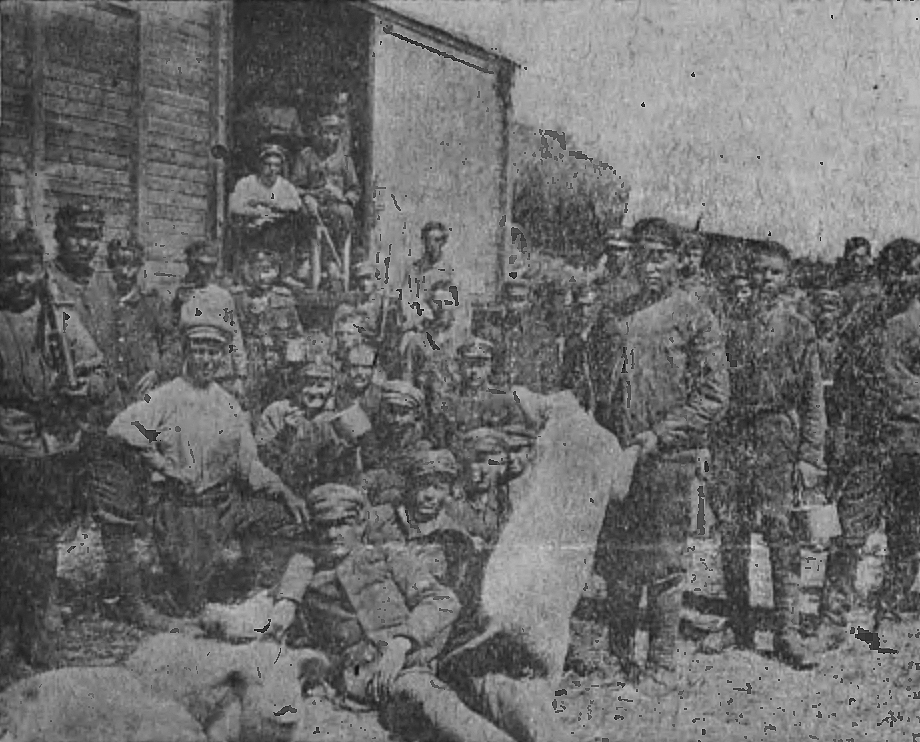
Ein Teil der Besatzung

- Zugkommandant Leutnant Stanisław Biega (10. Mai – 15. Juli 1919)
- Zugkommandant Leutnant Michał Münnich (15. Juli – 24. Dezember 1919)